# Trigrad Gap
Das Trigrad Gap (englisch; bulgarisch Триградска седловина Trigradska sedlowina) ist ein über 500 m hoher Gebirgspass auf der Livingston-Insel im Archipel der Südlichen Shetlandinseln. Im Delchev Ridge der Tangra Mountains liegt er zwischen dem Spartacus Peak im Südwesten und dem Yavorov Peak im Nordosten. Er ist Teil der Wasserscheide zwischen den Einzugsgebieten des Sopot-Piedmont-Gletschers im Nordwesten und dem Strandscha-Gletscher im Südosten.
Die bulgarische Kommission für Antarktische Geographische Namen benannte den Pass 2004 nach der bulgarischen Ortschaft Trigrad.